# 杜拉斯诺省
杜拉斯诺省（西班牙語：Departamento de Durazno）為南美國家烏拉圭十九省之一，位於烏拉圭中部，該省首府為杜拉斯诺。该省2001年人口57,088人，人口密度4.9人/平方公里。